# 宮井えりな
宮井 えりな（みやい えりな、1952年3月30日 - ）は、日本の元女優。福岡県北九州市出身、身長163cm、B85、W60、H88。

## 来歴・人物
明治学園高等学校を1970年卒業後、岡山のノートルダム清心女子大学文学部英文科に入るが、1973年3月に中退して女優になるため上京、劇団NLT附属養成所に入所する。1974年、アングラ劇『吸血鬼共同体』で初舞台を踏む。1974年度ミス・インターナショナル東京代表になる。『プレイガールQ』『人間の條件』等で端役を経た後1976年、『超高層ホテル殺人事件』で映画デビュー。日活に招かれ『団地妻(秘)出張売春』にて主演を果たす。1981年にはロマンポルノから離れ2月に京都南座で京唄子、鳳啓助と舞台で共演する。現在は引退。大伯父に月形龍之介がいる。

## 出演

### 映画
- 超高層ホテル殺人事件（1976年、松竹）
- 凍河（1976年、松竹） - 看護婦 こずえ
- 団地妻(秘)出張売春（1976年、日活） - 雨木良子
- 暴行!（1976年、日活） - 浜めぐみ
- 女秘書の告白 果肉のしたたり（1976年、日活） - 伊東和代
- 夕顔夫人（1976年、日活） - 島原由利子
- 嗚呼!!花の応援団 役者やのォー（1976年、日活） - 貴子
- 悶絶!! どんでん返し（1977年、日活） - 長谷川久美子
- 宇能鴻一郎のむちむちぷりん（1977年、日活）江藤慶子
- 性と愛のコリーダ（1977年、日活）真知子
- ホテル強制わいせつ事件 犯して!（1977年、日活） - 高塚ルミ子
- 襲られる（1977年、日活） - 結城友美
- 女教師（1977年、日活） - 佐藤美也子
- 団地妻 犯された肌（1977年、日活） - 島中伸子
- 16歳・妖精の部屋（1977年、[日活） - 美穂子
- 私は犯されたい（1978年、にっかつ） - 聖野鏡子
- 20歳の性白書 のけぞる（1978年、にっかつ） - 神岡玲子
- 襲え!（1978年、にっかつ） - 九条怜子
- 課外授業 熟れはじめ（1978年、にっかつ） - 産婦人科の女医
- 宇能鴻一郎の看護婦寮（1978年、にっかつ） - 女医先生
- 時には娼婦のように（1978年、にっかつ） - メグ
- おんな刑務所（1978年、にっかつ） - 加賀見涼子
- ピンクサロン 好色五人女（1978年、にっかつ） - ツル
- 透明人間 犯せ!（1978年、にっかつ） - 黒川晶
- 女教師 汚れた噂（1979年、にっかつ） - 西片志麻
- 赤塚不二夫のギャグ・ポルノ 気分を出してもう一度（1979年、にっかつ） - 秋由玲子
- 凌辱《こます》（1979年、にっかつ） - 御影夕子
- 団地妻 狙われた寝室（1979年、にっかつ） - 田村かおり
- ホワイト・ラブ（1979年、東宝） - 赫い髪のローラ
- 宇能鴻一郎の女体育教師（1979年、にっかつ） - 中山
- ズームアップ 暴行現場（1979年、にっかつ） - 鵜飼知子
- 東京エロス千夜一夜（1979年、にっかつ） - 山之辺かすみ、古清水わかば（二役）
- ホールインラブ 草むらの欲情（1979年、にっかつ） - 蘭子
- 愛欲の標的（1979年、にっかつ） - 堀内あづさ
- 昭和エロチカ 薔薇の貴婦人（1980年、にっかつ） - 絹子
- ズームイン 暴行団地（1980年、にっかつ） - 冴子
- 女子大生 快楽 あやめ寮（1980年、にっかつ） - 良枝
- 宇能鴻一郎の貝くらべ（1980年、にっかつ） - お師匠さん・私
- セックスハンター 性狩人（1980年、にっかつ） - 貝原暁子
- THE CLUB（1980年、香港映画）日本未公開
- 宇能鴻一郎の修道院附属女子寮（1981年、にっかつ） - シスター
- スローなブギにしてくれ（1981年、東映） - ハーレーの女

### テレビ
- 大久保彦左衛門 第30話（1973〜74年、KTV）
- 家なき子 第16話「吸血鬼現わる」（1975年、TBS） - アリサ
- プレイガールQ（東京12チャンネル）
  - 第15話「やわ肌は現生がお好き」（1975年） - 桃子
  - 第28話「仁義なき抗争」（1975年） - 美佐
  - 第32話「女は裸で虚々実々」（1975年） - 石渡冬子
  - 第63話「女ごろし裸の手配師」（1976年） - ヨーコ
  - 第67話「殺しを呼んだ女の柔肌」（1976年） - 女子店員
  - 第69話「寝乱れた東京エマニエル夫人」（1976年） - 立花洋子
- 虹色の橋（1975年、TBS）
- 新宿警察 第4話「銀行ギャング・わが夢」(1975年、フジ)　- 喫茶店のウェイトレス
- 特別機動捜査隊 （NET）
  - 第741話 「海女と真珠の詩」（1976年） - 北村久美子
  - 第748話 「ミミズを飼う女」（1976年） - 従業員
- 消えた私（1977年、ANB）
- 大追跡 第13話「横浜チンピラ・ブギ」（1978年、NTV）
- 日本名作怪談劇場 第4話「怪談 吸血鬼 紫検校」（1979年、東京12チャンネル） - 楓
- ザ・スーパーガール 第42話「一夜妻・想い出の愛に燃えて」（1980年、東京12チャンネル） - 有吉リサ
- 悪女の仮面・扉の陰に誰かが…（1980年、ANB）
- 87分署シリーズ・裸の街（1980年、フジ）
- 高木彬光の光の殺意（1980年、ANB）
- 服部半蔵　影の軍団 第5話「柔肌は渦に沈んだ」（1980年、KTV） - お夕
- ミラクルガール 第12話「女は銃と色気で勝負する」（1980年、東京12チャンネル）
- 五重塔の美女 江戸川乱歩の「幽鬼の塔」（1981年、ANB） - レイコ
- 長七郎天下ご免! 第89話「命かけ橋 別れ橋」（1981年、NTV）
- 松本清張の地方紙を買う女 昇仙峡囮心中（1981年、ANB）- 福田梅子
- 地方紙を買う女（1981年、ANB）
- 新・必殺仕事人 第12話「主水金一封あてにする」（1981年、ABC / 松竹） - おれん
- ひねくれた殺人（1982年、ANB）
- 隠密くずれⅡ 地獄の子守唄（1982年、フジテレビ）
- 遠山の金さん 第6話「三年かかって帰った男!」（1982年、ANB）